# پادشاهی نیوزیلند
پادشاهی نیوزیلند (انگلیسی: Monarchy of New Zealand) -که به آن تاج در حوزهٔ نیوزیلند، علیاحضرت در حوزهٔ نیوزیلند، یا ملکه در حوزهٔ نیوزیلند هم گفته می‌شود- نظام مشروطهٔ حکومتی است که یک پادشاه موروثی در آن حاکم و رئیس کشور نیوزیلند است، و اساس دمکراسی پارلمانی وستمینستر گونهٔ این کشور را تشکیل می‌دهد. بدین ترتیب تاج بنیان قوای اجرایی، تقنینی، قضایی حکومت نیوزیلند است.